# Phòng thí nghiệm Bell

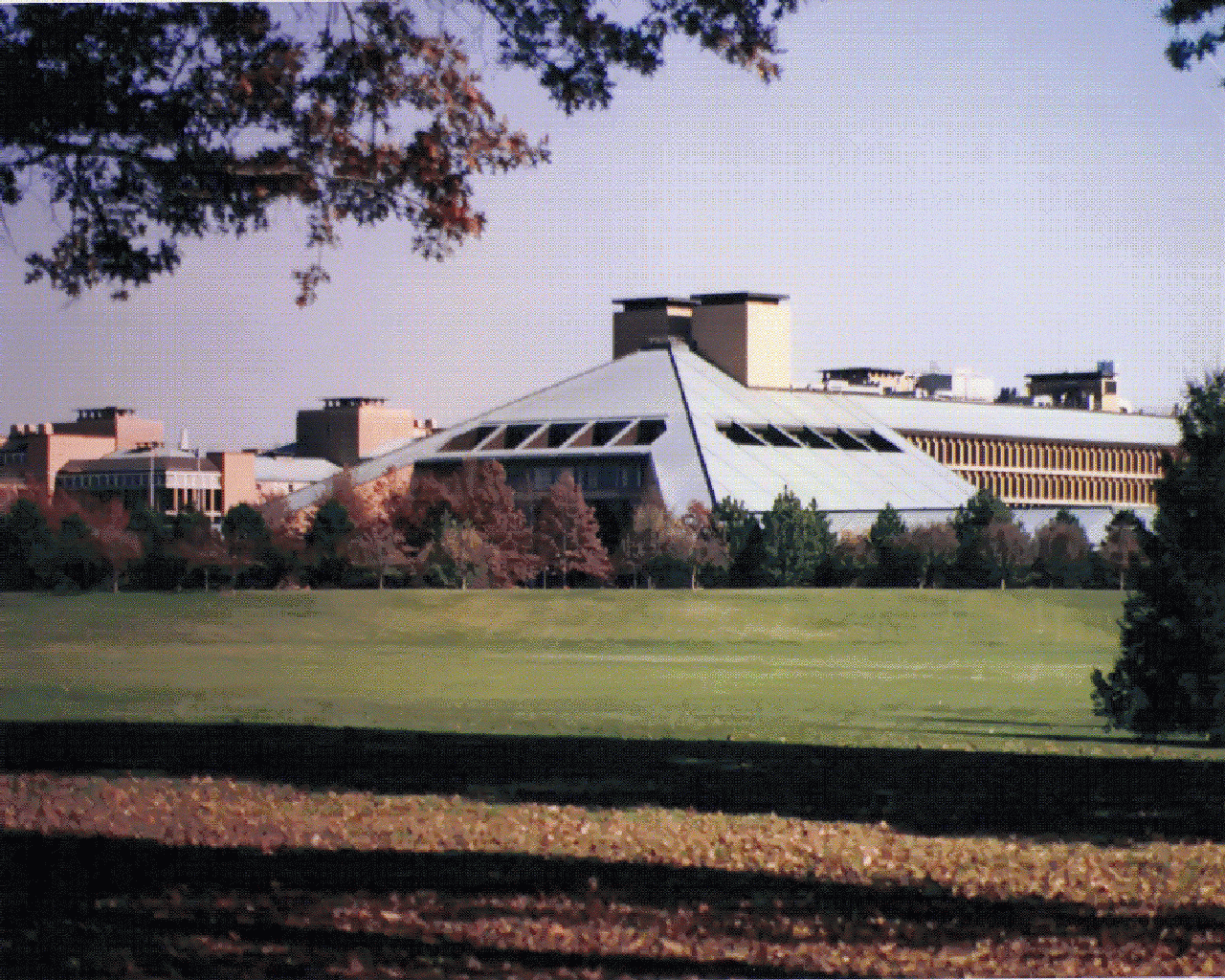
Phòng thí nghiệm Bell ở Murray Hill, New Jersey

Phòng thí nghiệm Nokia Bell (tiếng Anh: Nokia Bell Laboratories, Bell Labs) hoặc Phòng thí nghiệm Điện thoại Bell (Bell Telephone Laboratories) là một công ty con phụ trách nghiên cứu và phát triển của Alcatel-Lucent. Trụ sở của Phòng thí nghiệm nằm ở Murray Hill, New Jersey, Hoa Kỳ trong khi các cơ sở nghiên cứu của nó đóng khắp nơi trên thế giới.
Phòng thí nghiệm lịch sử này ra đời từ cuối thế kỉ 19, khi đó gọi là Văn phòng và Phòng thí nghiệm Volta do Alexander Graham Bell lập nên. Nó từng là một chi nhánh của AT&T và Western Electric.
Là một trong những phòng thí nghiệm nổi tiếng nhất trong lịch sử khoa học, đây từng là nơi phát minh và phát triển ra transistor, laser, thiên văn học vô tuyến, CCD, lý thuyết thông tin, hệ điều hành UNIX, các ngôn ngữ lập trình C, C++, S, WLAN, CDMA và rất nhiều phát minh khác. 7 giải Nobel từng được trao cho các công trình được thực hiện tại Phòng thí nghiệm Bell. Tuy nhiên, do thiếu tiền tài trợ và công ty mẹ rút vốn, Phòng thí nghiệm trở nên sa sút vào cuối thập niên 90 cho tới nay. Nhiều cơ sở của phòng thí nghiệm bị bán đi hoặc phá bỏ, trong đó có tòa nhà lịch sử nơi đã phát minh ra transistor. Công ty mẹ Lucent và sau đó là Alcatel-Lucent tập trung đội ngũ nghiên cứu để cải tiến công nghệ viễn thông thay vì nghiên cứu khoa học cơ bản. Theo một báo cáo của tờ Nature, tới tháng 7 năm 2008 chỉ có 4 nhà khoa học ở đây còn làm trong lĩnh vực nghiên cứu vật lý..
Phòng thí nghiệm được công ty Nokia mua lại vào năm 2016 và từ đó mang tên phòng thí nghiệm Nokia Bell.